# 墨爾根副都統

墨尔根副都统辖区在黑龙江将军辖区的位置（1820年）

墨尔根副都统是清朝政府在墨尔根城（今黑龙江省嫩江市嫩江镇）设立的正二品副都统官职。隶属黑龙江将军。

## 历史
康熙二十四年，清朝政府为雅克萨之战，在墨尔根与雅克萨之间修筑驿站，驻墨尔根城（今嫩江市嫩江镇）。康熙二十五年（1686年），于墨尔根城设城守尉一员，佐领、骁骑校、防御各八员，索伦达斡尔兵四百八十余丁。康熙二十八年，增设墨尔根城佐领、骁骑校各两员，兵丁一百名。
康熙二十九年，黑龙江将军、黑龙江右翼副都统、满洲兵五百从黑龙江城移驻墨尔根城。康熙三十八年，黑龙江右翼副都统移驻齐齐哈尔城，墨尔根城改设守城尉。次年，黑龙江将军移驻齐齐哈尔城。康熙四十九年（1710年），复设墨尔根副都统。
光绪三十四年（1908年），裁撤副都统，改设嫩江府。